# Avianova

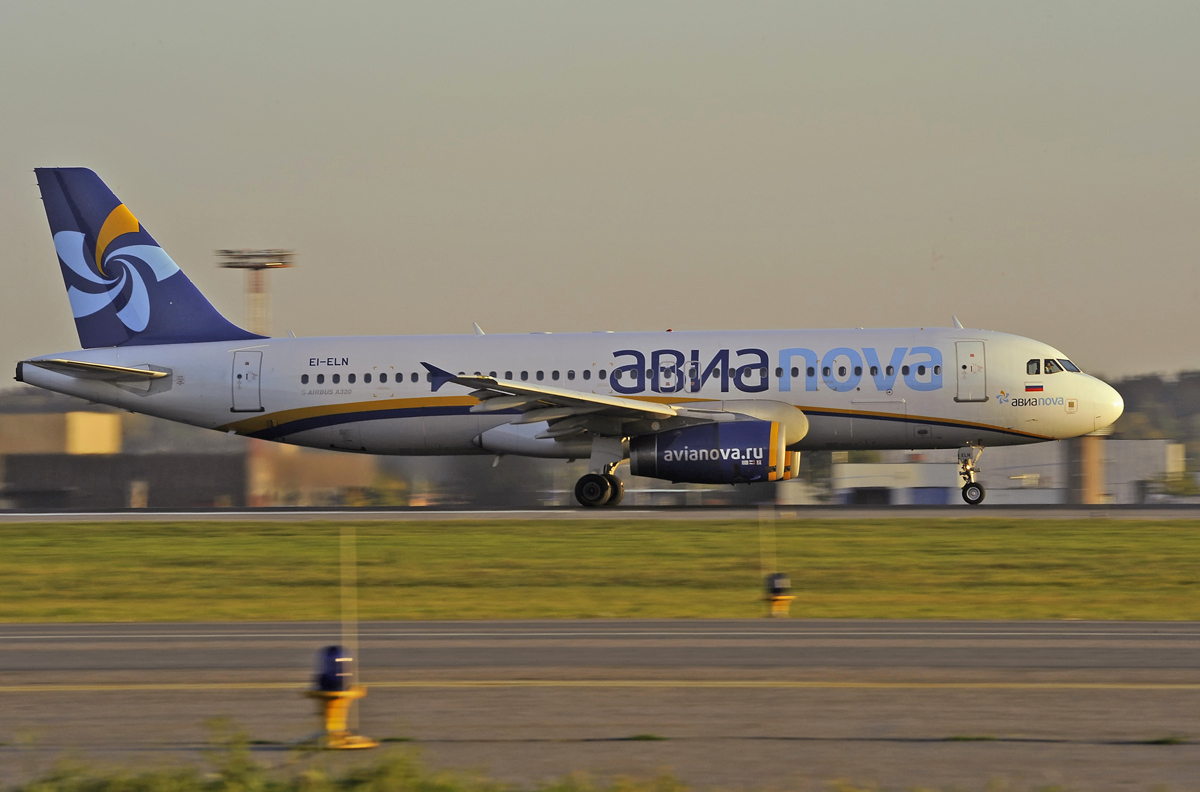
Avianova Airbus A320 op de luchthaven van Sjeremetjevo

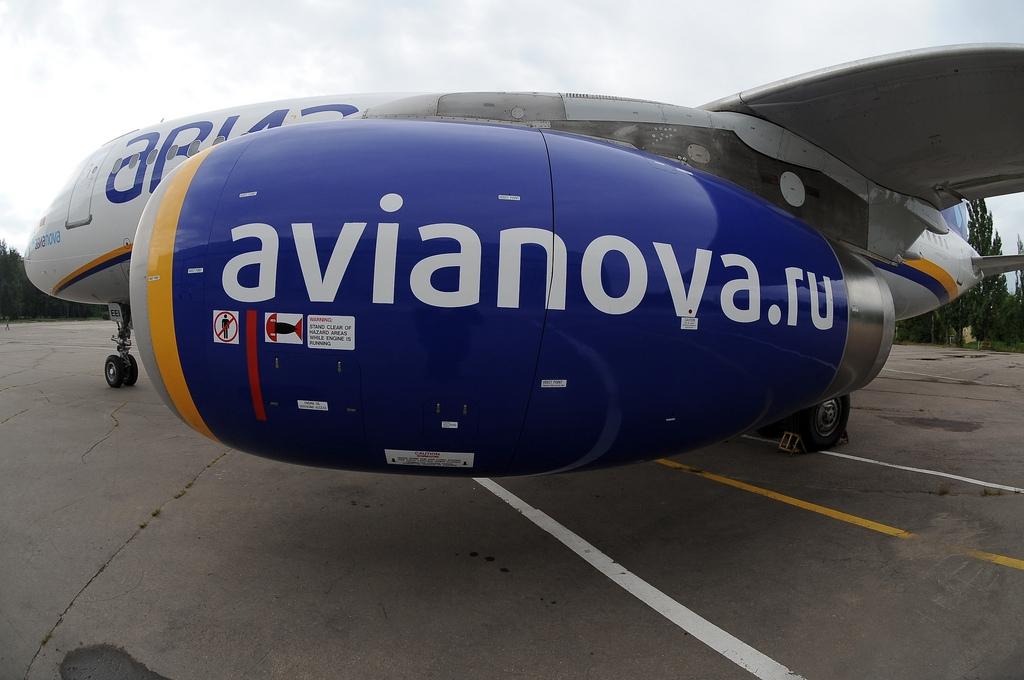
Een Avianova Airbus A320 op de luchthaven Vnoekovo

Avianova (Russisch: Авианова) was een Russische low cost-luchtvaartmaatschappij opgericht in 2009. De luchtvaartmaatschappij had luchthaven Moskou-Sjeremetjevo als thuisbasis en vloog uitsluitend binnenlandse vluchten in Rusland.

## Geschiedenis
Op 8 april 2008 werd Avianova geregistreerd als private maatschappij met als zetel de luchthaven Moskou-Vnoekovo.
51% van de aandelen was in handen van de Alfa Groep, de overige 49% van de Amerikaanse investeringsfirma Indigo Partners LLC. Op 30 juli 2009 kreeg Avianova haar luchtwaardigheidscertificaat en op 27 augustus 2009 werd de eerste vlucht uitgevoerd (Moskou-Sotsji).
Doordat op luchthaven Vnoekovo weinig groei mogelijk was heeft Avianova haar thuisbasis op 28 maart 2010 veranderd naar luchthaven Sjeremetjevo.
In 2010 ontstond er ophef na een nieuwe commercial van Avianova. Er waren strippende stewardessen te zien die uiteindelijk in bikini de vliegtuigen schoonmaakten.
De maatschappij is in 2011 opgeheven. 

## Bestemmingen
Rusland
- Anapa
- Archangelsk
- Astrachan
- Jekaterinenburg
- Gelendzjik
- Kaliningrad
- Kazan
- Krasnodar
- Moskou-Sjeremetjevo basis
- Nizjnekamsk
- Perm
- Rostov aan de Don
- Samara
- Sotsji
- Sint-Petersburg
- Oefa
- Oeljanovsk
- Volgograd

## Vloot
De vloot van Avianova bestond uit vijf vliegtuigen van het type Airbus A320-200, met 180 zitplaatsen.